# Kill or Be Killed (Muse)
Kill or Be Killed è un singolo del gruppo musicale britannico Muse, pubblicato il 21 luglio 2022 come quarto estratto dal nono album in studio Will of the People.
Il brano ha ottenuto una candidatura ai Grammy Awards 2023 per la miglior interpretazione metal.

## Descrizione
Presentato per la prima volta in anteprima durante l'esibizione del gruppo al Rock am Ring 2022, il brano è stato poi inserito come bis all'interno di tutte le scalette fino al termine della tournée. Musicalmente è il brano più pesante del disco, con riff di ispirazione heavy metal, un uso esteso della doppia cassa e la presenza di un growl nel bridge, che termina con un assolo di chitarra; non mancano comunque gli elementi tipici del trio, tra cui un largo uso dei sintetizzatori e un cantato operistico nel ritornello.
Il testo, secondo quanto spiegato dal frontman Matthew Bellamy, risulta influenzato dalle tematiche affrontate nel brano Live and Let Die degli Wings, ovvero «una visione oscura di come le avversità della vita a volte possono far emergere i peggiori istinti umani verso la sopravvivenza ad ogni costo».

## Video musicale
Il video, diretto da Ben Lowe, è stato diffuso in concomitanza con il lancio del singolo e mostra un'esibizione del gruppo tenutasi al Festival dell'Isola di Wight.

## Tracce
Testi e musiche di Matthew Bellamy.
Download digitale
1. Kill or Be Killed – 4:59

Streaming
1. Kill or Be Killed – 4:59
2. Will of the People – 3:19
3. Compliance – 4:10
4. Won't Stand Down – 3:29

Download digitale – remix
1. Kill or Be Killed (Felsmann + Tiley Reinterpretation) – 2:51
2. Kill or Be Killed – 4:59

## Formazione
Hanno partecipato alle registrazioni, secondo le note di copertina di Will of the People:
Gruppo
- Matthew Bellamy – voce, chitarra, tastiera
- Chris Wolstenholme – basso
- Dominic Howard – batteria

Produzione
- Muse – produzione, ingegneria del suono
- Aleks von Korff – produzione aggiuntiva, ingegneria del suono, missaggio al Red Room
- Chris Gehringer – mastering al Sterling Sound
- Joe Devenney – assistenza tecnica al Red Room, missaggio al Red Room
- Andy Maxwell – assistenza tecnica agli Abbey Road Studios
- Chris Whitemyer – assistenza tecnica
- Paul Warren – assistenza tecnica
- Adrian Bushby – ingegneria del suono aggiuntiva

## Classifiche
| Classifica (2022)          | Posizione massima |
| -------------------------- | ----------------- |
| Regno Unito (rock & metal) | 20                |